# Ghețarul Pine Island

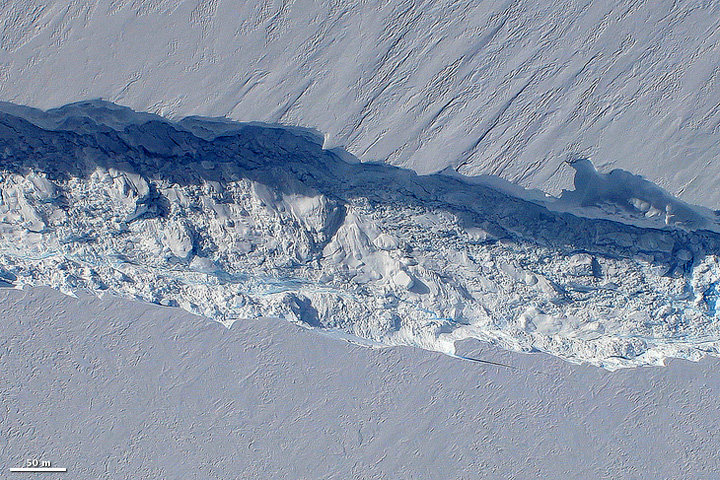
Fractură în stratul de gheață

Pine Island este un flux mare de gheață, care curge în direcția vest-nord-vest de-a lungul părții de sud a Munților Hudson în Pine Island Bay, Marea Amundsen, Antarctida. Acesta a fost trasat pentru prima dată de către Serviciul de prospectare geologică al Statelor Unite, după observațiile efectuate de către United States Navy.
Ghețarul Pine Island reprezintă aproximativ 20% din volumul total de gheață al banchizei antarctice occidentale. Măsurători prin satelit au arătat că ghețarul are o contribuție netă mai mare de gheață în mare decât orice alt bazin hidrografic de gheață din lume și aceasta a crescut datorită accelerării recente a fluxului de gheață.
Numeroși cercetători sunt de părere că, ținând cont de dimensiunile ghețarului, topirea sa ar antrena un "efect de domino" și asupra ghețarilor din vecinătate și, în ultimă instanță, după o perioadă mai îndelungată, ar duce la prăbușirea întregii calote glaciare, fenomen catastrofal care ar duce la creșterea nivelului oceanului global cu 3 până la 5 metri, inundând complet zonele de coastă unde se află concentrații mari de populație.